# 昭和のいる・こいる
昭和のいる・こいる（しょうわのいる・こいる）は漫才協会、落語協会所属の漫才コンビである。略称は「のいこい」。五代目鈴々舎馬風ファミリー。

## メンバー

### 昭和 のいる
昭和 のいる（1936年7月23日または1942年7月23日 - 2025年5月24日）は、突っ込み担当。石川県石川郡吉野谷村出身。本名は、岡田 弘（）。立ち位置は右側。実家は大工の棟梁。大学入学前は地元で代用教員をしていた。国士舘大学国文科卒業。眼鏡を掛けている。
2025年5月24日、東京都北区内の病院において肺炎のため死去。88歳没。最後の寄席出演は、2013年7月23日の浅草演芸ホールだった。

### 昭和 こいる
昭和 こいる（1944年1月26日 - 2021年12月30日）は、ボケ担当。群馬県伊勢崎市出身。本名は、庄田 太一（）。芸名は「昭和を乗り越える」という験を担いだもの。立ち位置は左側。実家は裕福な化粧品や雑貨を扱う小間物屋。父母は大正時代に広島県から群馬に来て商いを始め、家では広島弁で話し、こいるも広島弁を喋れた。幼少期の頃から歌が好きで小学2年の頃、日本放送協会の「子供のど自慢」に出演歴あり。伊勢崎市立南小学校、伊勢崎市立南中学校、関東学園大学附属高等学校商業科を経て、日本大学文理学部、二年時芸術学部転部後、1966年中退。頭髪が少なくなったが、昔からリーゼント頭。漫才協会理事。以前は地元の伊勢崎市に「もしもし」という居酒屋を経営していたが面倒になって閉店。東京都北区王子3丁目で「スナックもしもし」を夫婦で経営していた。
2021年12月30日、前立腺がんのため、東京都内の病院で死去。77歳没。亡くなる3年前からがんと闘病し、入退院を繰り返しながら高座に上がっており、生前最後の出演は同年11月28日、有楽町・よみうりホールで行われた「来年三月真打決定 鈴々舎八ゑ馬の会ファイナル」での漫談となった。こいるは「最後の力を振り絞った。最後の漫才だろう」と関係者に話していたという。

## 来歴
1964年、学生時代のアルバイト先であった神奈川県川崎市の歌声喫茶「エルサルバドル」で出会う。二人はその店で司会進行を務め、やりとりが面白いということで漫才師の道を勧められる。程なくして獅子てんや・瀬戸わんやを紹介され師事、1966年4月に「花園のいる・こいる」の名前でデビューを果たす。屋号の花園はアルバイトをしていた花園万頭に、のいる・こいるは「苦労を乗り越える」に由来。
当時は演芸ブームの真っ只中で、Wけんじの全盛期で東京漫才も上方に負けない勢いがあった頃である（同期はコント55号、横山やすし・西川きよし等）。
当初の芸名が「女性漫才によく間違われる（『のいる・こいる』→『のり子・こい子』と誤認される）」ということで、一時は師匠の名前をもらい「獅子のびる・瀬戸こえる」に改名。だが、のいるが急性肝炎となり「この名前は縁起が悪い」ということで、師匠たちと交友が厚かった三橋美智也の提案で現在の芸名に改名。
1975年以降は賞レースにも参加し、ダークホースと注目される（当時は「三味線漫才」のさがみ三太・良太と「毒舌漫才」のツービートがライバルと見なされていた）。
1976年にNHK漫才コンクールの最優秀賞を受賞。
1980年初頭の漫才ブームの波には乗れるような芸風ではなく、三橋や二葉百合子の巡業に帯同する。
1984年、漫才協会真打ち昇進。
昇進後、（一部では評価はされつつも）これと言った人気も出ないままベテラン芸人となっていたが、1999年、高田文夫の誘いで出演したフジテレビの『初詣!爆笑ヒットパレード』を切っ掛けに突如大ブレイクを果たす。出番は若手の海砂利水魚の次だったが、舞台袖の西川きよしや高田文夫にも大ウケし、昭和のいる・こいるのファンだったという玉置浩二に曲を作ってもらいCDも出した。
2013年の後半から、のいるの病気療養により、こいるがピンの漫談家として活動していた。さらにこいるは同じ馬風ファミリーで相方の療養という境遇であったあした順子としばしば組んで漫才で活動したこともあった（ひろしの死去により順子が事実上引退状態となったため、これ以降こいるは亡くなるまで漫談がメインとなっていた）。

## 芸風
- のいるの話を、こいるが面倒臭さそうに無気力に受け流し、困惑するのいるに対し、捕まえ所の無いこいるは人を食った態度を続ける。こいるはネタ中、一貫して以下のように適当な相づちを打つ。
  - 「良かった良かった良かった良かった」
  - 「分かった分かった分かった分かった」
  - 「しょうがねしょうがねしょうがねしょうがね」（しょうがない）
  - 「はいはいはいはい」（「へいへいへいへいへい」「ほうほうほうほうほう」のパターンもある）
  - 「はいはいはいはい。そうだよな、そうだよな、しょーがねーやしょーがねーやしょーがねーや。ほーほーほーほー、まぁどっちでもいいや。関係ねー関係ねー関係ねー」

※こいるが「はいはいはいはい」と言いながら、頭を下げ、両手を顔の横に持っていき、上下に小刻みに振る、というお決まりのポーズを行う。
※ネタの中盤以降に、こいるお得意の言動（上記）を、逆にのいるが行うこともある。それに対して、こいるがたじろぐ、こいるがやり返す、二人で応酬、などのパターンをみせる。
※こいるがひとしきりボケまくった後で、のいるが機転の利いたことを言い、逆にこいるが呆気に取られてネタが終了する。
- 「民謡教室」。民謡を朗々と歌うのいるに対し、「分かっちゃいないな」とケチを付け、「僕は漫才界の原田直之と呼ばれている」と言いながら、こいるが取って代わると、何故か細切れ（「ー（伸ばす音）」をすべてハ行で発音する。【例】クーラー⇒クふラは）になって歌い出す。
- こいるが頭にハンカチを乗せた状態でフランク永井の歌を歌い、のいるがハンカチを取ると高音で歌う。

## 備考
- 女性ピン芸人の鳥居みゆきは中学生の時に彼らのネタを寄席で初めて見て感動したという。その時点で将来芸人になることは考えていなかったが、表現者になりたいと思わせてくれたコンビだと語っている[11]。

## 受賞歴
- 1976年 - NHK漫才コンクール最優秀賞。
- 1977年 - 国立演芸場花形新人賞銀獅子賞。
- 2001年 - 浅草芸能大賞奨励賞。

## CD・レコード
- 『一気酒』キングレコード。7インチシングル。1985年5月発売。
- 『そんなもんだよしょうがない』BMGファンハウス。シングル。2001年1月1日発売。高田文夫作詞、玉置浩二作曲。

## DVD
- 『トーリ』コロムビアミュージックエンタテインメント。2004年3月31日発売。俳優・浅野忠信の監督作。五話によるオムニバス作品で2名は第4話の「続く二人」に出演。
- 『昭和のいる・こいる ヘーヘーホーホー40年! 』ポニーキャニオン。2005年7月20日発売。ネタ5本を収録。また構成・演出を担当した高田文夫と松村邦洋による、2人の生い立ちから現在までの写真を見ながらのインタビューも。

## 出演番組
- 初笑い東西寄席（2011年・2012年1月3日、NHK）
- 年忘れ漫才競演（2008年 - 12月23日、NHK）
- 笑点（2000年9月24日・2003年4月6日・2010年3月14日、日本テレビ）
- 笑いがいちばん（2008年9月21日・2009年4月12日・2010年3月14日、NHK）
- 初詣!爆笑ヒットパレード（2009年1月1日、フジテレビ）
- 真打ち競演
- 日曜バラエティー
- めちゃ×2イケてるッ!
- この窓は、キミのもの。正三郎の部屋 - 初のレギュラー出演
- ラジオ寄席（TBSラジオ）
- おぎやはぎのメガネびいき（2008年4月18日、TBSラジオ）

## CM出演
- 昆布ぽん酢（2005年、ヤマサ醤油） - 草彅剛と共演。

## 映画出演
- 『トーリ』浅野忠信監督、2004年
- 『タナカヒロシのすべて』田中誠監督、鳥肌実主演、2005年